# Бор (Тихвінський район)
Бор (рос. Бор) — присілок у Тихвінському районі Ленінградської області Російської Федерації.
Населення становить 1210 осіб. Належить до муніципального утворення Борське сільське поселення.

## Історія
Населений пункт розташований на історичній Новгородській землі, знищеній Московським царством у 15 столітті.
Згідно із законом від 1 вересня 2004 року № 52-оз належить до муніципального утворення Борське сільське поселення.

## Населення
| 2007 | 2010  |
| ---- | ----- |
| 1317 | ↘1210 |